# Kikauhoningeter
De kikauhoningeter (Foulehaio procerior) is een zangvogel uit de familie Meliphagidae (honingeters). De soort is voor het eerst geldig gepubliceerd in 1887 door Finsch & Hartlaub onder de naam Ptilotis procerior.

## Verspreiding en leefgebied
Deze soort komt voor op de Fiji-eilanden, met name Viti Levu, Ovalau en de Yasawa-eilanden.